# Човек-машина
Човек-машина је систем којим се означава интеракција измећу човека и машине приликом употребе ма ког предмета од стране човека да би остварио неки циљ. Под машином се подразумева свако средство којим се човек служи приликом рада и са којим је човек у интеракцији. Систем човек-машина је предмет истраживања и пројектовања ергономије, дизајна, заштите на раду, медицине и других наука чији је задатак да приликом обликовања машине прилагоде је свим потребама, ограничењима и могућностима човека.